# Crawinkel (Adelsgeschlecht)

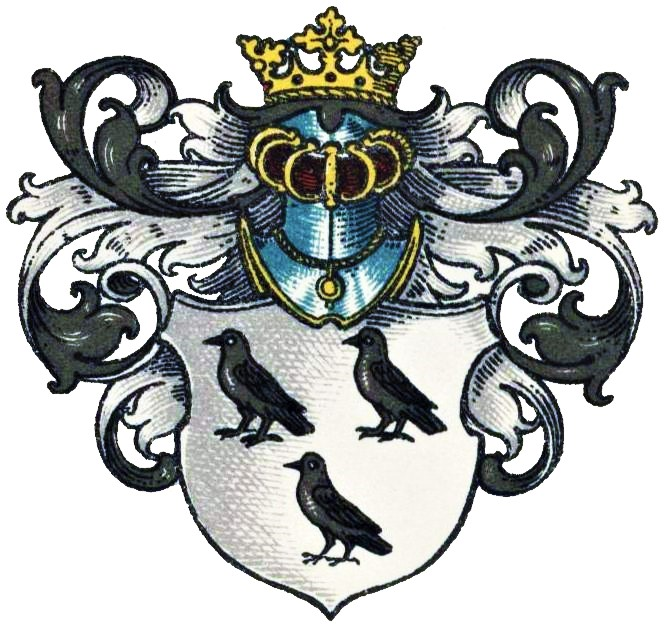
Wappen derer von Crawinkel

Crawinkel (auch Crawinckel, Krawinkel o. ä.) ist der Name eines westfälischen Adelsgeschlechts.
Die hier behandelte Familie ist von dem Adelsgeschlecht Krahwinkel im Bistum Merseburg und Kurfürstentum Sachsen zu unterscheiden. Anton Fahne erwähnt ein zweites, nicht verwandtes westfälisches Adelsgeschlecht, das im Wappen eine Glocke führte.

## Geschichte
Das Geschlecht Crawinkel hatte seinen Stammsitz auf einem gleichnamigen, heute abgegangenen Rittersitz bei Bochum, neben dem auch später noch vorhandenem Schultenhof Crawinkel. Der Rittersitz war ein Lehen der Grafen von Limburg. Der gleichnamige Sattelhof gehörte der Abtei Werden und unterstand dem Werdener Oberhof Barkhoven. 1390 trat der Graf von Kleve seinen Ministerialen Johann, Sohn des Ritters Johann von Crawinkel, an den Abt von Werden ab. 1343 erscheinen Bertoldus de Krawinckele und Johann Schulte von Crawinkel. 1344 wird ein Johann von Crawinkel erwähnt. Wennemar von Crawinkel stellte dem Diederich Wattenscheid 1378 einen Schuldschein über 6 Mark aus und siegelte mit einem mit drei Vögeln beladenen Querbalken (siehe unten). Ebenso ein Diederich Crawinkel 1410. 1434 bekleidete Johann von Crawinkel das Amt des Schultheißen zu Crawinkel. 1478 wurde Reinard von Crawinkel erwähnt.

## Wappen
Blasonierung: In Silber drei (2:1) schwarze Krähen. Der Helm gekrönt. Die Helmdecken sind schwarz-silbern.
Abweichend stellen Anton Fahne und Max von Spießen Wappenvarianten dar, die die Vögel auf einem Balken, balkenweise ohne Balken oder im oberen Feld eines geteilten Schilds zeigen.

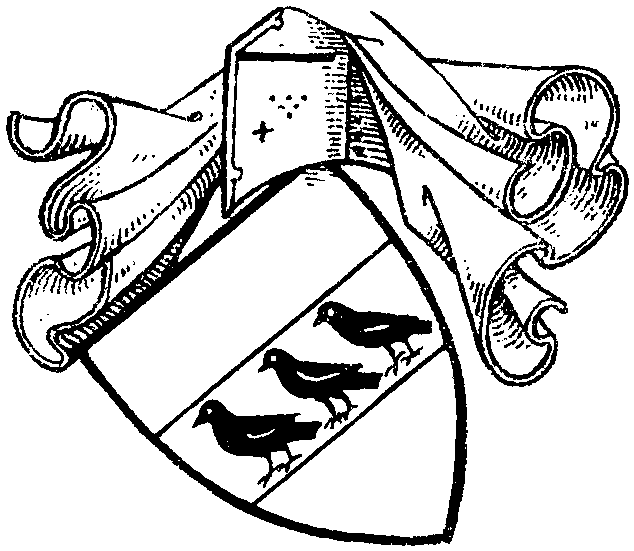
Wappenvariante I derer von Crawinkel im Wappenbuch des Westfälischen Adels
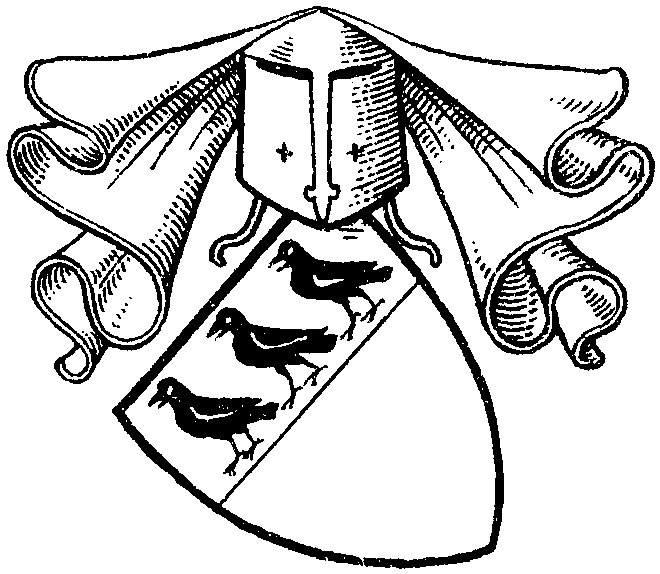
Wappenvariante II derer von Crawinkel im Wappenbuch des Westfälischen Adels